# Zorzines densifasciaria
Zorzines densifasciaria är en fjärilsart som beskrevs av Inoue 1992. Zorzines densifasciaria ingår i släktet Zorzines och familjen nattflyn. Inga underarter finns listade i Catalogue of Life.